# Tiêu chuẩn Châu Âu
Tiêu chuẩn Chau Âu (thỉnh thoảng còn gọi là Euronorm, viết tắt là EN, từ tên tiếng Đức Europäische Norm ("Chuẩn European")) là các tiêu chuẩn kỹ thuật đã được phê chuẩn bởi một trong ba tổ chức tiêu chuẩn Châu Âu: Ủy ban tiêu chuẩn Châu Âu (CEN), Ủy ban Tiêu chuẩn kỹ thuật điện Châu Âu (CENELEC), hoặc Viện Tiêu chuẩn viễn thông Châu Âu (ETSI). Tất cả các Tiêu chuẩn Châu Âu (EN) được thiết kế và tạo ra bởi tất cả các bên liên quan thông qua quy trình minh bạch, cởi mở và đồng thuận.
Các Tiêu chuẩn Châu Âu là một thành phần cốt lõi của Thị trường chung Châu Âu. Chúng rất quan trọng trong việc tạo điều kiện thuận lợi cho thương mại và có tính minh bạch cao trong số các nhà sản xuất trong và ngoài lãnh thổ châu Âu. Một tiêu chuẩn đại diện cho một thông số kỹ thuật mẫu, một giải pháp kỹ thuật mà thị trường có thể thực hiện giao dịch dựa vào đó.
Các Tiêu chuẩn Châu Âu phải được chuyển thành tiêu chuẩn quốc gia tại tất cả các quốc gia thành viên EU. Điều này đảm bảo rằng nhà sản xuất dễ dàng tiếp cận thị trường của tất cả các quốc gia châu Âu này khi áp dụng Tiêu chuẩn Châu Âu. Các quốc gia thành viên cũng phải rút bất kỳ tiêu chuẩn quốc gia xung đột nào: Tiêu chuẩn EN thay thế bất kỳ tiêu chuẩn quốc gia nào.
Các tổ chức được công nhận theo quy định của EU nhằm xác lập tiêu chuẩn bao gồm CEN, CENELEC và ETSI. Xu hướng hiện tại ở Châu Âu hướng tới sự hòa hợp các tiêu chuẩn quốc gia dưới bộ tiêu chuẩn thống nhất Euronorm. Tại đây, Euronorm trở thành tương đương của một tiêu chuẩn quốc gia tại tất cả các quốc gia thành viên và thay thế bất kỳ tiêu chuẩn quốc gia xung đột nào trước đó.

## Đánh số và Đặt tên
Việc gán số bắt đầu với EN 1 (Bếp dầu với đốt hơi). Các khoảng số được xác định trước sau đây là một ngoại lệ.
| Khoảng số               | Nhận định |
| ----------------------- | --- |
| EN 1 tới EN 99          | Mẫu nguyên bản của Ủy ban tiêu chuẩn Châu Âu (CEN) |
| EN 1000 tới EN 1999     | Mẫu nguyên bản của Ủy ban tiêu chuẩn Châu Âu (CEN) |
| EN 2000 tới EN 6999     | Các tiêu chuẩn được chuẩn bị bởi Hiệp hội Công nghiệp Quốc phòng và Hàng không Châu Âu (ASD STAN) |
| EN 10000 tới EN 10999   | Khoảng số dự trữ |
| EN 20000 tới EN 29999   | Obsolete numbering for standards adopted by the International Organization for Standardization (ISO) adopted standards. ISO NNNN" became "EN 2NNNN", e.g. ISO 2338 = EN 22338 (currently: EN ISO 2338) |
| EN 40000 tới EN 49999   | Liên quan tới các tiêu chuẩn công nghệ thông tin IT và được phát triển bởi CEN hoặc CENELEC. |
| EN 50000 tới EN 59999   | Các tiêu chuẩn CENELEC |
| EN 60000 tới EN 69999   | Các tiêu chuẩn CENELEC dựa trên các tiêu chuẩn của Ủy ban kỹ thuật điện quốc tế (IEC), có hoặc không có sửa đổi                                                                                        |
| EN 100000 tới EN 299999 | Các tài liệu của Uỷ ban các cấu phần điện tử CENELEC (CECC) nhằm đánh giá chất lượng cho các cấu phần điện tử                                                                                          |
| EN 300000 tới EN 399999 | Các tiêu chuẩn của Viện Tiêu chuẩn viễn thông Châu Âu (ETSI) |

Since standards are updated as needed (they are reviewed for currency approximately every five years), it is useful to specify a version. The year of origin is added after the standard, separated by a colon, example: EN 50126:1999.
In addition to the EN standards mentioned, there are also the EN ISO standards with the numbers ISO 1 to 59999 and the EN IEC standards from IEC 60000 to 79999, as well as EN standards outside the defined number ranges.
When an EN is adopted by a national standards body into the national body of standards, it is given the status of a national standard (e.g. German Institute for Standardisation (DIN), Austrian Standards International (ÖNORM), Austrian Standards International (SN)). The name is then prefixed by the country-specific abbreviation (e.g. ÖNORM EN ...), and the number of the European standard is usually adopted, e.g. DIN EN ISO 2338:1998 or ÖNORM EN ISO 9001:2000.

## Tìm các Tiêu chuẩn Châu Âu ở đâu
Các Tiêu chuẩn Châu Âu có thể được tìm thấy trên các danh mục Catalogue tương ứng của các Cơ quan Tiêu chuẩn Châu Âu (CEN, CENELEC và ETSI). Các phiên bản quốc gia của các Tiêu chuẩn châu Âu có thể được tìm thấy trên các danh mục Catalogue tương ứng của các Cơ quan Tiêu chuẩn hóa Quốc gia.
CEN là một trong ba Tổ chức Tiêu chuẩn Châu Âu và phát triển tiêu chuẩn cho nhiều loại sản phẩm, vật liệu, dịch vụ và quy trình khác nhau. Một số lĩnh vực mà CEN phổ quát bao gồm thiết bị và dịch vụ vận chuyển, hóa chất, xây dựng, sản phẩm tiêu dùng, quốc phòng và an ninh, năng lượng, thực phẩm và thức ăn gia súc, sức khỏe và an toàn, chăm sóc sức khỏe, ngành công nghệ số, máy móc hoặc dịch vụ. CEN áp dụng các tiêu chuẩn ISO tại châu Âu thông qua tiền tố "EN ISO" (xem thêm Hiệp định Vienna). Các tiêu chuẩn CEN thường được đề cập trong pháp luật và chính sách châu Âu, như trong trường hợp của các Tiêu chuẩn Châu Âu CENELEC hoặc ETSI.